# Бурко Ігор Васильович
Ігор Васильович Бурко (біл. Ігар Васілевіч Бурко, рос. Игорь Васильевич Бурко, нар. 8 вересня 1988, Березино) — білоруський футболіст, захисник клубу «Шахтар» (Солігорськ).
Виступав, зокрема, за клуби «Динамо» (Брест) та «Торпедо-БелАЗ», а також національну збірну Білорусі.

## Клубна кар'єра

### Рані роки
Займався футболом у рідному місті Березино, згодом вступив до БДУФК. Під час навчання він грав у чемпіонаті Мінської області за клуби з Березино та Клецька.
На початку 2010 року поряд з іншими студентами БГУФК був запрошений в клуб другої ліги «Вігвам» (Смолевичі), де провів пів року.

### «Динамо» (Брест)
Хороші виступи молодого півзахисника у смолевицькому клубі призвели до зацікавлення «Динамо-Берестя». Після перегляду влітку 2010 року він підписав контракт з клубом. Спочатку він виступав за дубль, але в наступному сезоні став одним з основних захисників.
У сезонах 2012—2013 років він був основним правою захисником команди. Часто він приєднувався до атак своєї команди і за ці два роки набрав 7 балів за системою «гол + пас». Він пропустив багато матчів через службу в армійському резерві.

### «Торпедо-БелАЗ»
У грудні 2013 року перейшов у «Торпедо-БелАЗ». Він став головним правим захисником жодинців, зігравши на цій посаді всі 32 матчі чемпіонату. У другій половині сезону він відзначився двома голами, які принесли нічию з мінським «Динамо» (27 вересня, 1:1) та БАТЕ (27 жовтня, 2:2). Наприкінці сезону 2014 року стало відомо, що гравцем зацікавився БАТЕ, але в січні 2015 року Ігор продовжив контракт із «Торпедо-БелАЗом». У сезоні 2015 року він залишався основним правим захисником «автозаводців», лише в травні він не грав через травму.

### «Шахтар» (Солігорськ)
Наприкінці 2015 року «Шахтар» (Солігорськ) зацікавився Бурко. У січні 2016 року він разом з Олександром Селявою офіційно став гравцем солігорського клубу. У сезоні 2016 він зіграв у всіх 30 матчах Чемпіонату, де, окрім звичної позиції правого захисника, його також використовували в півзахисті. У грудні 2016 року він продовжив контракт із «Шахтарем». У сезоні 2017 року він став рідше виходити на поле, продовжуючи виконувати функції правого захисника чи півзахисника. У жовтні 2017 року стало відомо, що Бурко залишиться в команді на наступний сезон.
У листопаді 2018 року він підписав новий контракт з «Шахтарем». У вересні 2019 року він продовжив угоду з клубом до кінця 2020 року. Станом на 12 квітня 2020 року відіграв за солігорських «гірників» 95 матчів в національному чемпіонаті.

## Виступи за збірну
У жовтні 2015 року Бурко вперше був викликаний до національної збірної Білорусі на матч з Македонією, але тоді за неї не зіграв. Дебютував у збірній 1 червня 2017 року, зігравши першу половину товариського матчу проти Швейцарії (0:1), після чого протягом року зіграв ще у чотирьох іграх.
У 2018—2019 роках він не грав за збірну, а в лютому 2020 року його знову викликали на товариський матч проти Узбекистану (1:0), де він вийшов у стартовому складі і був замінений в кінці зустрічі.

## Статистика виступів

### Статистика виступів за збірну
| Дата      | Місто           | Господарі  | Результат | Гості         | Турнір            | Голи | Примітки |
| --------- | --------------- | ---------- | --------- | ------------- | ----------------- | ---- | -------- |
| 1-6-2017  | Невшатель       | Швейцарія  | 1 – 0     | Білорусь      | товариський матч  | -    | 46'      |
| 12-6-2017 | Мінськ          | Білорусь   | 1 – 0     | Нова Зеландія | товариський матч  | -    | 71'      |
| 3-9-2017  | Борисов (місто) | Білорусь   | 0 – 4     | Швеція        | Відбір до ЧС 2018 | -    |          |
| 7-10-2017 | Борисов (місто) | Білорусь   | 1 – 3     | Нідерланди    | Відбір до ЧС 2018 | -    | 76'      |
| 9-11-2017 | Єреван          | Вірменія   | 4 – 1     | Білорусь      | товариський матч  | -    |          |
| 23-2-2020 | Шарджа (місто)  | Узбекистан | 0 – 1     | Білорусь      | товариський матч  | -    | 90'      |
| Усього    |                 | Матчів     | 6         |               | Голів             | 0    |          |

## Досягнення
- Володар Кубка Білорусі : 2018/19, 2022/23
- Чемпіон Білорусі: 2020
- Срібний призер чемпіонату Білорусі: 2016, 2018
- Бронзовий призер чемпіонату Білорусі: 2017
- Володар Суперкубка Білорусі: 2024
- У списку 22 найкращих гравців чемпіонату Білорусі: 2014, 2016